# Junia de Italia incolenda
Junia de Italia incolenda va ser una llei romana o potser una part de la llei Julia de legationibus voluntaribus o Julia de liberis legationibus, que prohibia als ciutadans romans que visquessin més de tres anys continuats fora de Roma excepte en compliment d'un deure públic o perquè formaven part de l'exèrcit. Un terç al menys dels treballadors que els ciutadans ocupessin al camp o cuidant el bestiar havien de ser ingenus. Es van establir penes contra els infractors.